# Artsiom Parakhouski
Artsiom Mikhaïlievitch Parakhouski, (en biélorusse : Арцём Мікалаевіч Парахоўскі) né le 6 octobre 1987 à Minsk, est un joueur biélorusse de basket-ball.

## Biographie
Parakhouski termina meilleur rebondeur du championnat NCAA (avec 12,2 rebonds pour 18,7 points en 2009-2010).
En août 2017, Parakhouski signe un contrat d'un an (avec une autre année en option) avec le Maccabi Tel-Aviv.
Peinant à s'imposer au Partizan, le pivot biélorusse signe le 12 janvier 2020 à la SIG.